# Alfredo Olivos
Alfredo Segundo Olivos Araya (* 28. Mai 1924 in Huara; † 31. Juli 1983 in Copiapó) war ein chilenischer Fußballspieler. Der Abwehrspieler bestritt ein Länderspiel für die chilenische Nationalmannschaft und wurde auf Vereinsebene 1948 chilenischer Meister. 

## Karriere

### Verein
Alfredo Olivos, in Anlehnung an seinen Geburtsort auch Huara genannt, spielte mindestens von 1948 bis 1955 für den Hauptstadtklub Audax Italiano. Mit dem Klub italienischer Einwanderer gewann der Verteidiger die Meisterschaft 1948. 1951 stand Olivos mit Audax im Entscheidungsspiel um die Meisterschaft, verlor dieses aber gegen Unión Española mit 0:1.

### Nationalmannschaft
Alfredo Olivos wurde von Nationaltrainer Luis Tirado für den Campeonato Sudamericano 1953 in Peru nominiert. Dort debütierte er bei der 2:3-Niederlage gegen Brasilien, als er für Fernando Roldán eingewechselt wurde. Es blieb seine einzige Turnierpartie. Er wurde mit der La Roja Turniervierter, allerdings nur einen Punkt hinter Turniersieger Brasilien. Auch nach dem Turnier bestritt Huara kein weiteres Länderspiel, so dass die Partie gegen Brasilien sein einziges Spiel im Nationaltrikot blieb.

## Erfolge
Audax Italiano
- Chilenischer Meister: 1948